# Gastón Gerzel
Pablo Gastón Gerzel (Resistencia, Argentina; 5 de enero de 2000) es un futbolista argentino. Juega de delantero y su equipo actual es el Club Atlético Los Andes de la Primera B, a préstamo desde Boca Juniors.

## Trayectoria
Gerzel entró a las inferiores de Boca Juniors en 2010 proveniente de Sarmiento de Resistencia, su ciudad natal. Firmó su primer contrato profesional con el club en septiembre de 2020, estando en la banca por Boca esa temporada.

### Préstamo en platense
El 12 de febrero de 2021, el delantero fue cedido al Platense en la Primera División. Debutó como profesional el 21 de febrero ante Argentinos Juniors por la Copa de la Liga Profesional.

### Préstamos
El 14 de diciembre de 2022, Gerzel fue prestado al Sarmiento de Junín de cara a la temporada 2023.
El 8 de enero de 2024, fue cedido al Club Atlético Los Andes de la Primera B.

## Selección nacional
Fue citado a la selección sub-15 y sub-17 de Argentina.

## Estadísticas
Actualizado al último partido disputado el 20 de febrero de 2023.
| Club                    | Div.          | Temporada     | Liga  | Liga  | Copas nacionales | Copas nacionales | Copas internacionales | Copas internacionales | Total | Total |
| Club                    | Div.          | Temporada     | Part. | Goles | Part.            | Goles            | Part.                 | Goles                 | Part. | Goles |
| ----------------------- | ------------- | ------------- | ----- | ----- | ---------------- | ---------------- | --------------------- | --------------------- | ----- | ----- |
| Boca Juniors Argentina  | 1.ª           | 2020          | 0     | 0     | 0                | 0                | 0                     | 0                     | 0     | 0     |
| Boca Juniors Argentina  | Total club    | Total club    | 0     | 0     | 0                | 0                | 0                     | 0                     | 0     | 0     |
| Platense Argentina      | 1.ª           | 2021          | 24    | 0     | 0                | 0                | —                     | —                     | 24    | 0     |
| Platense Argentina      | Total club    | Total club    | 24    | 0     | 0                | 0                | 0                     | 0                     | 24    | 0     |
| Sarmiento (J) Argentina | 1.ª           | 2023          | 1     | 0     | 0                | 0                | —                     | —                     | 1     | 0     |
| Sarmiento (J) Argentina | Total club    | Total club    | 1     | 0     | 0                | 0                | 0                     | 0                     | 1     | 0     |
| Total carrera           | Total carrera | Total carrera | 25    | 0     | 0                | 0                | 0                     | 0                     | 25    | 0     |

## Palmarés

### Otros logros
| Logro                        | Club                    | País      | Año  |
| ---------------------------- | ----------------------- | --------- | ---- |
| Ascenso a Primera B Nacional | Club Atlético Los Andes | Argentina | 2024 |